# 1871 en science
| Années de la science : 1868 - 1869 - 1870 - 1871 - 1872 - 1873 - 1874    |
| Décennies de la science : 1840 - 1850 - 1860 - 1870 - 1880 - 1890 - 1900 |

Cet article présente les faits marquants de l'année 1871 en science.

## Événements
- 11 janvier : inauguration du phare de Souter (Angleterre)[1], le premier à fonctionner au courant alternatif[2].
- 17 janvier : Andrew Smith Hallidie reçoit un brevet pour un système de tramway à traction par câble mis en service dans les rues de San Francisco en 1873[3].

- Février-mars : On the light from the sky, its polarization and color (Sur la lumière du ciel, sa polarisation et sa couleur), un article  de J. W. Rayleigh est publié dans le Philosophical Magazine[4] ; J. W. Rayleigh publie ses premiers articles relatifs à la théorie de la résonance acoustique et au phénomène appelé depuis diffusion Rayleigh, qui explique pourquoi le ciel est de couleur bleue[5].

- 17 mai : fondation de la Society of Telegraph Engineers (en) au Royaume-Uni[6].

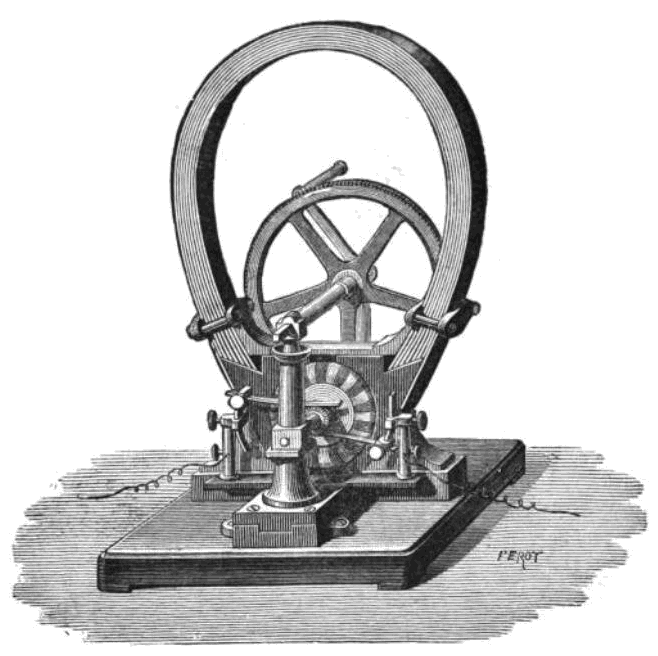
La dynamo de Zénobe Gramme.

- 17 juillet : le professeur Jules Jamin présente à l'Académie des Sciences de Paris la première dynamo industrielle à courant continu mise au point par belge Zénobe Gramme[7].
- 29 juin, exploration polaire  : l'expédition Polaris quitte New York. Elle échoue à atteindre le pôle Nord[8].
- 13 novembre : Joseph Boussinesq présente à l’académie des sciences sa Théorie des ondes et des remous qui se propagent le long d'un canal rectangulaire horizontal, et dont l'amplitude est sensiblement pareille de la surface au fond[9]. (Équations de Boussinesq)
- 28 décembre : l'inventeur italien Antonio Meucci dépose à l'office des brevets américain un avis de brevet renouvelable chaque année pour le teletrofono, un téléphone électrique. Malade, il ne renouvelle pas son option de brevet en 1874[10].

- Felix Hoppe-Seyler donne une première explication biochimique des porphyries[11].
- Friedrich Trendelenburg décrit la première trachéotomie réussie sous anesthésie générale[12],[13],[14],[15].

## Publications
- Charles Darwin : The Descent of Man, and Selection in Relation to Sex, Londres, John Murray, 2 volumes, 1871.
- Henry Eeles Dresser : History of the Birds of Europe (1871-1890).
- James Clerk Maxwell : Theory of heat. L'auteur donne les lois de variation de la viscosité avec la température et esquisse la possibilité d'une description continue de l'état fluide à l'état solide par un concept de viscosité généralisée. Il rend publique l'expérience de pensée connue sous le nom de démon de Maxwell.

## Prix
- Médailles de la Royal Society
  - Médaille Copley : Julius Robert von Mayer
  - Médaille royale : George Busk, John Stenhouse

- Médailles de la Geological Society of London
  - Médaille Wollaston : Andrew Ramsay

- Prix Poncelet : Joseph Boussinesq

## Naissances

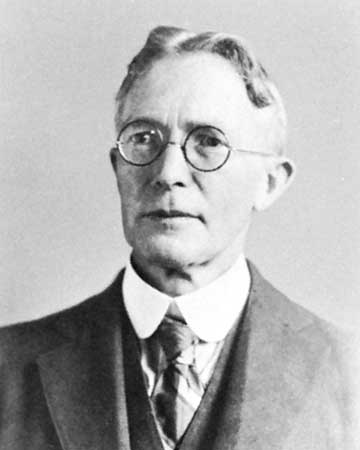
William Diller Matthew

- 3 janvier : Henri Parmentier (mort en 1949), archéologue français.
- 9 janvier : Eugène Marais (mort en 1936), avocat, naturaliste, écrivain et poète sud-africain.
- 20 janvier : James Flack Norris (mort en 1940), chimiste américain.
- 7 février : Louis Marin (mort en 1960), professeur d'ethnographie et homme politique français.
- 18 février :
  - Ludwig Woltmann (mort en 1907), anthropologue, zoologue et philosophe allemand.
  - George Udny Yule (mort en 1951), statisticien écossais.
- 19 février : William Diller Matthew (mort en 1930), paléontologue américain.
- 27 février : Charles Maurain (mort en 1967), géophysicien français.
- 13 avril : Daniel du Toit (mort en 1959), astronome sud-africain.
- 15 avril : Jonathan Zenneck (mort en 1959), physicien et ingénieur en électricité allemand.
- 6 mai : Victor Grignard (mort en 1935), chimiste français, prix Nobel de chimie en 1912.
- 7 mai : Jean Clédat (mort en 1943), égyptologue, archéologue et philologue français.
- 9 mai : Volodymyr Hnatiouk (mort en 1926), ethnographe ukrainien.
- 11 mai : Frank Schlesinger (mort en 1943), astronome américain.
- 19 mai : Walter Russell (mort en 1963), physicien américain.
- 23 mai : Nikodem Caro (mort en 1935), industriel et chimiste allemand.
- 6 juin : Oscar Wisting (mort en 1936), explorateur polaire norvégien.
- 8 juillet : Alvin Seale (mort en 1958), ichtyologiste américain.
- 15 juillet :
  - Max Bodenstein (mort en 1942), physicien allemand.
  - Henryk Arctowski (mort en 1958), géologue, océanographe et météorologue polonais.
- 23 juillet : Alpheus Hyatt Verrill (mort en 1954), naturaliste américain.
- 19 août : Paul Nicolardot (mort en 1945), chimiste français.
- 22 août : Alexandre Kruber (mort en 1941), géographe soviétique.
- 30 août : Ernest Rutherford (mort en 1937), physicien et chimiste britannique.
- 9 septembre : Ivan Goubkine (mort en 1939), géologue russe.
- 19 septembre : Marcel Delépine (mort en 1965), chimiste et pharmacien français.
- 4 novembre : William Hammond Wright (mort en 1959), astronome américain.
- 15 novembre : Erich von Tschermak-Seysenegg (mort en 1962), botaniste autrichien.
- 27 novembre : Giovanni Giorgi (mort en 1950), physicien italien.
- 12 décembre : Otto Ruff (mort en 1939), chimiste allemand.
- 19 décembre : Tadeusz Estreicher (mort en 1952), chimiste, historien et chercheur  en cryogénie polonais.

## Décès
- 25 janvier :

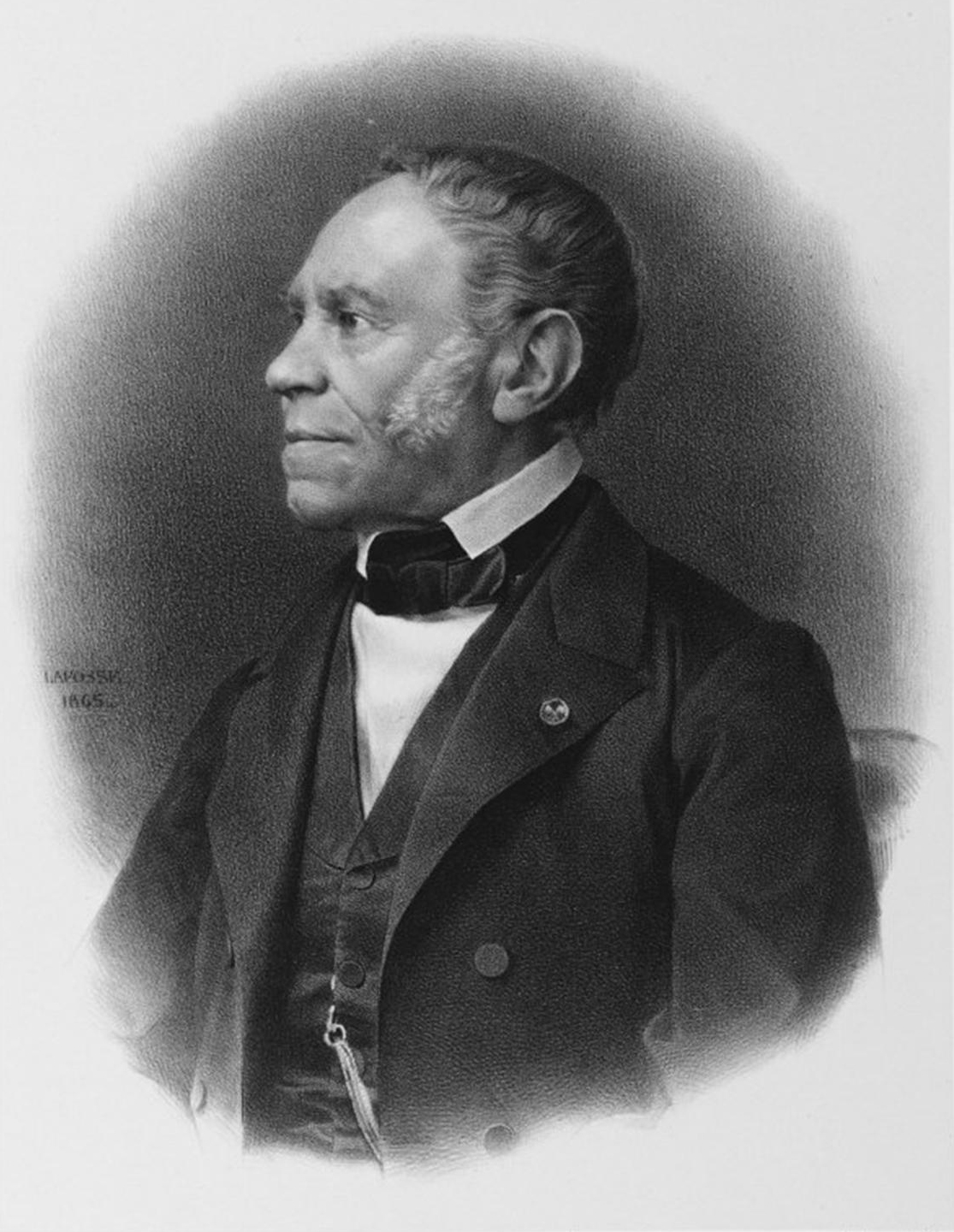
Anselme Payen

  - Proby Thomas Cautley (né en 1802), ingénieur et paléontologue britannique.
  - Théodule Charles Devéria (né en 1831), égyptologue français.
- 28 janvier : Édouard Lartet (né en 1801), paléontologue français.
- 8 mars : Gustav Heinrich Emil Ohlert (né en 1807), zoologue allemand.
- 17 mars : Robert Chambers (né en 1802), naturaliste, éditeur et écrivain écossais.
- 19 mars : Wilhelm Karl Ritter von Haidinger (né en 1795), géologue autrichien.
- 5 avril : Paulo Savi (né en 1798), géologue et ornithologue italien.
- 7 avril : Jean-Baptiste Guimet (né en 1795), chimiste, industriel et inventeur français.
- 15 avril : Jonathan Zenneck (mort en 1959), physicien et ingénieur en électricité allemand.
- 11 mai : John Herschel (né en 1792), scientifique et un astronome britannique.
- 12 mai : Anselme Payen (né en 1795), chimiste français.
- 1er juillet : Charles Texier (né en 1802), archéologue et architecte français.
- 8 septembre : John Edwards Holbrook (né en 1794), zoologue américain.
- 22 octobre : Roderick Murchison (né en 1792), géologue britannique.
- 11 novembre : William Lonsdale (né en 1794), géologue et paléontologue britannique.
- 19 novembre : Jean Henri Schnitzler (né en 1802), statisticien et historien français.
- 28 décembre : John Henry Pratt (né en 1809), mathématicien et spécialiste britannique de la géodésie.